# Asana
Asana (Sanskriet: आसन, āsana, zit(ten), (ver)blijven; houding) is een lichaamshouding waarmee een beoefenaar van hatha-yoga zich rekt en strekt om daarmee lenigheid, gevoel voor evenwicht, uithoudingsvermogen en vitaliteit te ontwikkelen. De beoefenaar leert echter ook aandacht en alertheid door zich te concentreren op het innerlijke beeld, de beweging en het aannemen van de houding.

## Yogasoetra's
Asana is niet alleen een geïntegreerd onderdeel van de hatha-yoga, maar vormt ook de derde stap op het achtvoudige pad (ashtanga) uit Patanjali's Yogasoetra's De andere zeven stappen zijn: yama, niyama, pranayama, pratyahara, dharana, dhyana en samadhi. In de Yogasoetra's vormt asana een wezenlijke schakel in het proces naar Zelfverwerkelijking.

46. De lichaamshouding (āsana) moet stabiel en aangenaam zijn.

47. Doordat men tot een natuurlijke ontspanning is gekomen en tot een beschouwing van de oneindigheid van het bestaan.

48. Dan blijft men gevrijwaard van de tegengestelde paren [zoals hitte - koude, pijn - genot, etc.].

## Hatha-yoga
De asana's zijn in het westen vooral bekend als onderdeel van de hatha-yoga, bestaande uit de beoefening van specifieke, gecontroleerde lichaamshoudingen. Zodoende zijn zij, in eerste instantie, gericht op het fysieke welzijn van de beoefenaar. Door de grote verscheidenheid aan asana's leert de beoefenaar zijn lichaam en de grenzen van zijn lichaam kennen. Bekende pioniers in de verspreiding van de hatha-yoga en van de asana's zijn o.a. B.K.S. Iyengar (1918-2014), Swami Swami Vishnudevananda (1927-1993) en, in Europa, Selvarajan Yesudian (1916-1998). In Nederland ontstonden de meeste yoga-instellingen en opleidingen in de jaren 60 van de twintigste eeuw. Meer recentelijk hebben populaire artiesten zoals Madonna en Sting verder bijgedragen aan een grotere zichtbaarheid van de hatha-yoga in het westen.

## Richtlijnen

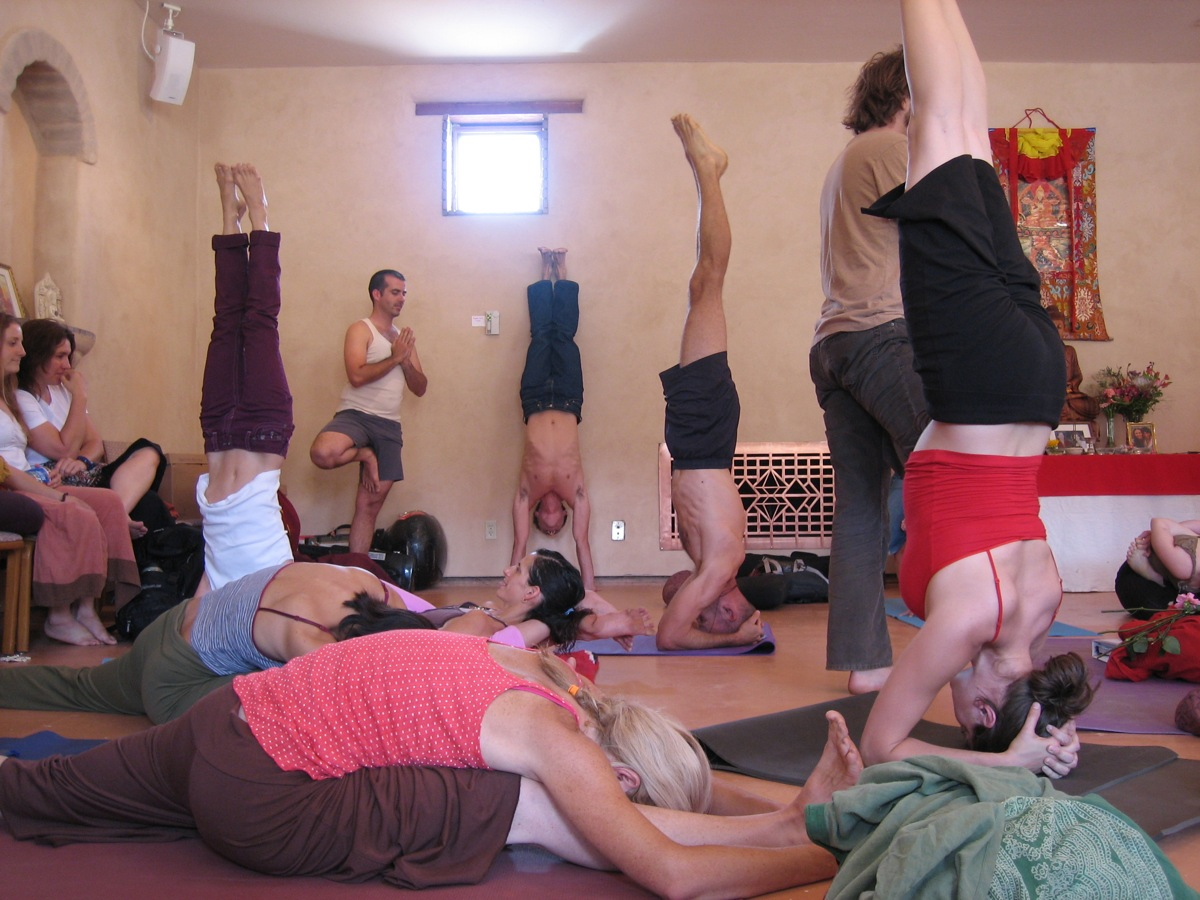
Een yogaklas

Er zijn een aantal traditionele richtlijnen met betrekking tot de asana's, zoals:
- Een glas vers water zou gedronken moeten worden vóór het uitvoeren van de asana's.
- De maag moet leeg zijn. Traditioneel wordt uitgegaan van acht uur na een maaltijd, twee uur na een glas melk en één uur na het eten van fruit.
- Asana's moeten altijd vroeg in de morgen worden uitgevoerd. Als dit niet mogelijk is, zou de beste tijd 's avonds zijn, rond zonsondergang.
- Het volgende voedsel zou vermeden moeten worden: vet, erg droog en erg warm voedsel, restanten van voedsel en een overmaat aan voedsel.
- Er moet geen kracht of druk worden gebruikt bij het uitvoeren van de asana's.
- Men moet na het uitvoeren van de houdingen niet de kou in gaan.
- Ademhaling moet gecontroleerd gebeuren en indien mogelijk altijd door de neus. Het nut van de asana's zou groter zijn, indien pranayama daarbij continu wordt doorgevoerd.
- Wanneer het lichaam gestrest is, voer dan de savasana (dodemanshouding) uit.
- Asana's zouden in een goed verlichte, schone en geventileerde ruimte moeten worden uitgevoerd. Er moet een vredige sfeer heersen.
- De juiste volgorde zou zijn: lichte fysieke oefeningen, gevolgd door asana's, pranayama en meditatie.
- Sommigen claimen dat asana's, in het bijzonder de torsies, moeten worden vermeden gedurende de menstruatie. Anderen spreken dit tegen.[1]

## Aantal houdingen
Volgens Sri Dharma Mittra is er een oneindig aantal asana's. In 1975 schreef hij een catalogus met een omvangrijk aantal asana's. Uit materiaal van oude teksten, boeken, beoefenaars, meesters en zijn eigen kennis stelde hij een overzicht samen van 1300 variaties. Deze werden gepubliceerd onder de naam Master Yoga Chart. Hiervan zijn verschillende kleinere herdrukken gepubliceerd waaronder onlangs Asanas: 608 Yoga Poses, met een selectie van 608 houdingen.

## Yin-Yoga
De asana's die bij de beoefening van Yin Yoga worden gebruikt zijn afgeleid van de standaard Hatha-Yoga Asana's. Maar de bedenker van Yin Yoga, Paulie Zink, heeft de namen in de jaren '70/jaren '80 meer humoristisch gemaakt. Yin Yoga bevat 26 asanas die zich voornamelijk richten op de lage rug, het heupgebied en het beenweefsel, bekende asana namen bij de beoefening van Yin Yoga zijn de blije baby, de vlinder en de kameel.